# Juhani Himanka
Juhani Himanka (Tervola, 19 aprile 1956) è un ex calciatore finlandese, di ruolo attaccante.

## Carriera

### Club
Himanka cominciò la carriera con la maglia degli svedesi del GIF Sundsvall, per poi passare all'OPS e poi ai norvegesi del Lillestrøm. In seguito, militò nel KePS.

### Nazionale
Giocò 12 incontri per la Finlandia, con 2 reti all'attivo.

## Palmarès

### Club

#### Competizioni nazionali
- Campionato finlandese: 2

OPS: 1979, 1980